# Daughters
Daughters fueron una banda estadounidense de noise rock formada en 2002, en Providence, Rhode Island. Esta surge luego de la separación de la banda As the Sun Sets. Los integrantes de la misma son Alexis Marshall (vocalista), Nicholas Andrew Sadler (guitarrista), Jon Syverson (baterista) y Samuel Moorehouse Walker (bajista).

## Historia

### Formación yCanada Songs(2002 – 2003)
Antes de la formación de la banda, el vocalista Alexis S. F. Marshall, el guitarrista Jeremy Wabiszczewicz y el baterista Jon Syverson tocaban en la banda americana de grindcore As the Sun Sets. Luego de la ruptura, el trío formó Daughters junto con el guitarrista Nicholas Andrew Sadler y el bajista Pat Masterson. El último trabajo de la banda antecesora, 8949, contenía un mensaje de la banda el cual decía "... esta es la última grabación de As the Sun Sets. El 21 de marzo de 2002 el sol se escondió por la última vez. El 22 de marzo de 2002 comenzamos de nuevo como Daughters". Marshall desde entonces ha revelado que ese anuncio en 8949 fue un error y que no debía ser colocado en las notas del álbum, ya que él veía a Daughters como una nueva banda y no quería que la gente viera a Daughters como una continuación de As the Sun Sets.
El 25 de marzo, solo tres días después de la formación del nuevo grupo, Daughters lanzó al público su EP de debut, Daughters, bajo el sello de City of Hell Records. La banda realizó su primer show a finales de mayo en Munch House, Providence, RI. Daughters toco junto a Backstabbers Inc. y Dead and Gone. En octubre el grupo se focalizó en escribir nuevo material para su primer álbum. El 12 de agosto de 2003 saldría a la luz su álbum debut, Canada Songs, a través de Robotic Empire.

### Hell Songs(2004 – 2006)
En junio del año siguiente, Daughters lanzó su primer álbum en vivo, Live at CBGB, de la discográfica City of Hell. El álbum contenía una nueva canción, "Boner X-Ray". Un mes más tarde "Boner X-Ray" fue lanzado gratuitamente como descarga en el sitio web de la banda. Luego una versión en estudio de la canción aparecería en el próximo álbum de la banda, Hell Songs pero con el nombre de "X-Ray". A mitad del año 2005 Daughters firmaría un contrato con Hydra Head Records. Entre los años 2004 y 2005 mientras la banda realizaba conciertos, tocaron varias de las canciones del álbum Hell songs, entre las cuales se encontraban "Fiesty Snakewomen", "Boner X-Ray", "Fiery Wolves", "Crotch Buffetttt" y "Fuck Whisperer". En marzo de 2006 el grupo entraría a los estudios Mad Oak Recording para comenzar a grabar contenido para su próximo lanzamiento. En mayo del mismo año la banda publicó detalles acerca de su siguiente trabajo como el título, el productor, el estudio donde estaban grabando y la lista de canciones. Finalmente Hell Songs fue lanzado el 8 de agosto de 2006 por la discográfica Hydra Head.

### Separación deDaughters(2007 – 2010)
El proceso de desarrollo del tercer álbum de la banda empezó tres años antes del lanzamiento del mismo. La grabación de este tercer álbum comenzaría a finales de abril de 2009, para terminar el desarrollo del mismo en junio. En agosto la banda se había separado abruptamente. Luego de terminar la grabación del álbum, Marshall y Sadler comenzaron una discusión la cual terminó en Marshall abandonando la banda. El resto de la banda decidió tomarse un receso, con la idea de que Marshall quisiera volver a unirse a la banda en algún momento. Sadler continuo con la masterización del disco y el desarrollo de la parte artística (visual) del mismo, incluso trabajo con el artista Dave Fisher en un tráiler del mismo. Declaró que él "estaba esencialmente tratando de mantener viva la banda por quien sabe cuanto tiempo" y "esperando que Marshall volviera o tal vez en un par de años volvieran a tocar de nuevo." Marshall decidió que volvería pero que Sadler debía ser expulsado del grupo. Esto hizo que el bajista Samuel M. Walker dejara la banda. Al final, el grupo terminó disolviéndose.
La separación nunca fue oficialmente anunciada y nadie fuera de Daughters sabía de la división hasta finales de 2009. Varios meses luego de ruptura, Marshall y Syverson entraron en contacto y decidieron continuar con la banda, declarando "nosotros empezamos con la banda y somos los únicos dos que han seguido en ella consistentemente, así que no había ninguna razón para parar y tirar todo a la basura." Marshall continuo diciendo que el dúo "no tenía planes de reemplazar a nadie, pero no descartamos la idea de que si alguien quiere venir aquí y si funciona, se quedaran". Sadler dijo "desde mi perspectiva, no creo que tocare con Daughters nunca más - estuve bajo mucho estrés y estoy en un lugar mucho mejor escribiendo y estando en una banda con Fang Island. Con el nuevo álbum creo que terminamos en buena nota con Daughters y si Marshall continua con más allá de eso me siento feliz por él y eso es genial. Así que no me fui realmente, la banda solamente se cayo a pedazos. En cierta manera, supongo que fui echado por quien abandono la banda. (se ríe) No se donde me deja eso a mi o a la banda, pero estoy usándolo como una excusa para salirme oficialmente de ella."
La banda dijo presente en un show secreto en la Escuela de Diseño de Rhode Island en Providence, donde tocaron en su gran mayoría canciones de su próximo álbum. Esta fue la única vez que Daughters tocó temas de su álbum en vivo homónimo antes de su reunión en 2013. A pesar de su "separación", Daughters lanzó su tercer álbum Daughters el 9 de marzo de 2010 a través de Hydra Head. La administración de la banda anunció que no habría ningún tour para promocionar el disco. Mirando en retrospectiva al álbum, Sadler dijo "Este álbum realmente nos atrapo. La gente se estaba volviendo un poco vieja, la banda entera estaba realmente agotada de los tour a lo largo de los años, así que la vida afuera de la banda realmente nos atrapo y se volvió muy difícil hacer cualquier cosa. Estoy muy orgulloso de este trabajo solo porque pudimos hacerlo, ¿sabes?, fue una verdadera lucha." 

### Reunión y sesiones de grabación (2013 – 2014)
Mientras Marshall y Sadler no se hablaban entre ellos, Andy Low de Robotic Empires les dijo a los dos que ambos querían verse. Sin embargo ningún miembro de la banda realmente le había expresado ningún sentimiento a Low acerca de querer verse entre ellos. Sin saber esto, los dos aceptaron de mala gana tener una cena juntos. Se enteraron durante esta cena que Low los había engañado a los dos para volverse a hablar nuevamente. Esta situación fue descrita por Marshall: "Nos sentamos y tuvimos la cena. En los primeros 15 minutos empezamos a hablar acerca de planes para la banda. Necesitábamos estar en la misma habitación supongo". Continuo diciendo "Se sintió suficiente tiempo había pasado para que cualquier problema que Nick y yo tuvimos no sea necesariamente olvidado pero que no pareciera tan importa a esta altura".
Hablando acerca de la reunión de Daughters, Marshall declaró que la banda había estado hablando de ello por un tiempo. También mencionó como los fanes le preguntaban regularmente "que esta pasando con la banda" mientras él estaba de tour con su otra banda, Fucking Invincible. Marshall se sorprendió con eso, diciendo "Es una locura. La gente todavía sigue pensando en ello", haciendo referencia a Daughters. Cuando volvió a casa luego del tour, le envió un mensaje de texto a los otros miembros de Daughters diciendo "La gente sigue interesada en nosotros haciendo algo. No deberíamos estar peleando. Deberíamos salir a tocar en algunos shows, porque esto de escribir esta tomando más tiempo del que debería. No nos preocupemos con eso; salgamos a tocar y después de eso sucederán cosas. Todo pasará por si mismo una vez que pongamos nuestras mentes en ser parte de Daughters y estando uno con el otro".
El 13 de septiembre de 2013 Daughters se reunió para un show en Rhode Island. Debido a la demanda popular, un segundo show fue agregado dos días después, el 15 de septiembre. A pesar de que en el momento no hubo declaraciones oficiales, desde la reunión de la banda han tenido gran actividad en las redes sociales y estuvieron grabando "pequeñas partes" y haciendo demos. El verano del año siguiente la banda empezó a grabar en un estudio en Providence. En julio de 2014 durante estas sesiones de grabación la banda seguía insinuando acerca de nuevo material en Facebook. Sin embargo todas estas grabaciones fueron desechadas porque la banda no se sentía feliz con el producto final, con Marshall afirmando que "forzaron" el material grabado y que las grabaciones terminaron sonando "sin terminar". Sadler dijo que las grabaciones fueron puestas a un lado así la banda podía "experimentar con nuevas ideas".

### You Won't Get What You Want(2015 – Actualidad)
En 2015 Daughters subió una foto en Facebook de sus miembros en un estudio de grabación. En septiembre del año siguiente la banda anuncio vía Instagram que iban a "grabar, una y otra vez, sin una agenda oficial ni un tiempo límite para el lanzamiento." Durante su tour, la banda tocó una nueva canción "Long Road, No Turns". En junio de 2017 Marshall dijo en una entrevista que esperaba que la banda lanzara su cuarto álbum de estudio para fines de año. El 28 y 29 de diciembre Daughters y Code Orange fueron bandas teloneras de The Dillinger Escape Plan en sus dos shows finales. En abril de 2018 Daughters declaró que las grabaciones de guitarras de su próximo disco ya estaban completas. El 13 de julio de 2018 la banda lanzó un sencillo, "Satan in the Wait", de su próximo álbum. Tanto el sencillo como el álbum iban a ser lanzados a través de Ipecac Records. El 17 de agosto de 2018 anunció el título de su próximo álbum, You Won't Get What You Want y lanzaron su segundo sencillo del mismo, "The Reason They Hate Me", siendo descrito "más ruidoso y más abrasivo" que el anterior. La banda también informó acerca de más fechas de shows en su tour. El 2 de octubre lanzaron su tercer y último sencillo del disco, "Long Road, No Turns", la cual según la revista Rolling Stone declaró como "otra bestia única. Ritmos extravagantes que atraviesan una agitada capa de distorsión y Marshall, cuya voz suena clara como el cristal, canta acerca de cometer errores y salir deshecho." El 14 de enero de 2019 la banda saco su primer vídeo musical para la canción "Less Sex". El vídeo fue dirigido por el antiguo miembro de la banda, el guitarrista Jeremy Wabiszczewicz.

## Estilo musical
Los inicios de Daughters fue principalmente descrito como grindcore mientras su material más reciente fue descrito como noise rock. También fueron detallados como rock industrial, no wave, math rock, mathcore, post-punk, rock experimental, math metal, metal alternativo, art-rock y art-metal. Sadler ha declarado que el siempre estuvo en desacuerdo en que Daughters sea descrito como math rock o una banda de mathcore, diciendo que "Daughters" siempre ha sido un tipo de banda premeditada, pero no en una manera al estilo math rock. Ninguno de nosotros estamos clasicamente entrenados en ningún aspecto y no creo que nadie en Daughters haya tomado una clase en nada. La música solo sale y siempre fue la naturaleza de la banda."
Con el lanzamiento del segundo álbum de la banda, Hell Songs, el estilo vocal de Marshall cambio notablemente de gritos agudos a un estilo de canto que con el pasar de los años ha sido comparado con David Yow, Nick Cave y Michael Gira, siendo descrito también como "Elvis Presley siendo torturado" y "Jerry Lee Lewis bajo drogas alucinógenas". Marshall explico que la razón del cambio en su forma de cantar "es intimidante [estar en la banda]. Estos muchachos saben tocar. No quiero sonar como "ustedes son impresionantes y yo solo grito". No somos una banda así. Nuestra música no es así, ¿así que por qué debería cantar como otras bandas?"

## Exmiembro de la banda
Últimos miembros
- Alexis Marshall – voz (2002 – 2009, 2013 – 2021)
- Nicholas Sadler – guitarra (2002 – 2003, 2004 – 2009, 2013 – 2021)
- Jon Syverson – batería (2002 – 2009, 2013 – 2021)
- Samuel Walker – bajo (2004 – 2009, 2013 – 2021)

Miembros antiguos
- Jeremy Wabiszczewicz – guitarra (2002 – 2003)
- Pat Masterson – bajo (2002 – 2004)
- Perri Peete – guitarra (2003 – 2004)
- Brent Fratiini – guitarra (2003 – 2007)

## Discografía

### Álbumes de estudio
| Título                      | Detalles del álbum                                                                |
| --------------------------- | --------------------------------------------------------------------------------- |
| Canada Songs                | - Fecha de publicación: 12 de agosto de 2003 - Sello discográfico: Robotic Empire |
| Hell Songs                  | - Fecha de publicación: 8 de agosto de 2006 - Sello discográfico: Hydra Head      |
| Daughters                   | - Fecha de publicación: 9 de marzo de 2010 - Sello discográfico: Hydra Head       |
| You Won't Get What You Want | - Fecha de publicación: 26 de octubre de 2018 - Sello discográfico: Ipecac        |

### Álbumes en vivo
| Título       | Detalles del álbum                                                             |
| ------------ | ------------------------------------------------------------------------------ |
| Live at CBGB | - Fecha de publicación: 13 de junio de 2004 - Sello discográfico: City of Hell |

### EPs
| Título    | Detalles del EP                                                                |
| --------- | ------------------------------------------------------------------------------ |
| Daughters | - Fecha de publicación: 25 de marzo de 2002 - Sello discográfico: City of Hell |

### Sencillos
| Canción                   | Año  | Álbum                       |
| ------------------------- | ---- | --------------------------- |
| "The First Supper"        | 2010 | Daughters                   |
| "Satan in the Wait"       | 2018 | You Won't Get What You Want |
| "The Reason They Hate Me" | 2018 | You Won't Get What You Want |
| "Long Road, No Turns"     | 2018 | You Won't Get What You Want |

### Videos musicales
| Canción       | Año  | Director(es)     |
| ------------- | ---- | ---------------- |
| "City Song"   | 2018 | Alexander Barton |
| "Less Sex"    | 2018 | Jeremy W         |
| "Guest House" | 2019 | A.F. Cortés      |